# Байрак (Миргородський район)
Ба́йрак — село Миргородського району Полтавської області. Населення станом на 2001 рік становило 449 осіб. Входить до Великобагачанської селищної об'єднаної територіальної громади з адміністративним центром у смт Велика Багачка.

## Назва
Назва походить від слова байрак — «балка, поросла травою».

## Географія
Село Байрак розміщене за 2 км від лівого берега річки Псел, вище за течією на відстані 3 км наявне село Затон, нижче за течією на відстані 2 км розташоване село Лугове. До села прилягають лісові масиви (сосна).
Віддаль до центру громади — 10 км. Найближча залізнична станція Сагайдак — за 19 км.

## Історія
Село Байрак виникло в другій половині XIX ст. як хутір Багачанської волості Миргородського повіту Полтавської губернії.
На карті 1869 року поселення було позначене як хутір Бойрак.
За переписом 1900 року в селі Байрак Багачанської волості Миргородського повіту Полтавської губернії разом з іншими поселеннями (село Мала Решетиловочка, хутори Бутов, Затон, Лозовате, Гаврилівка, Талоховщина) була Малорешетилівська козацька громада, що об'єднувала 282 двори, 1882 жителя, було дві школи — земська і грамоти.
У 1912 році в селі було 928 жителів, Покровська церква, дві школи (земська і церковнопарафіяльна).
У січні 1918 року в селі розпочалась радянська окупація.
Станом на 7 вересня 1923 року село було центром Байрацької сільської ради Устивицького району Лубенської округи.
Станом на 1 лютого 1925 року Байрак належав до Великобагачанського району Лубенської округи. Село було центром сільської ради і за переписом 1946 року.
У 1932–1933 роках внаслідок Голодомору, проведеного радянським урядом, у селі загинуло 64 мешканців, у тому числі встановлено імена 1 загиблого. Збереглися свідчення про Голодомор місцевих жителів, серед яких Калениченко Н. П. (1922 р. н.), Назаренко М. В. (1922 р. н.), Чобітько Є. І. (1921 р. н.).
З 14 вересня 1941 по 22 вересня 1943 року Байрак був окупований німецько-фашистськими військами.
У 1957 році в селі було відкрито пам'ятник на братській могилі радянських воїнів, партизанів з'єднання генерала Наумова.
Село входило до Великобагачанської селищної ради Великобагачанського району.
12 жовтня 2016 року шляхом об'єднання Великобагачанської селищної ради та Багачанської Першої, Радивонівської, Степанівської, Якимівської сільських рад Великобагачанського району була утворена Великобагачанська селищна об'єднана територіальна громада з адміністративним центром у смт Велика Багачка.

## Політика

### Парламентські вибори, 2019
На позачергових парламентських виборах 2019 року у селі функціонувала окрема виборча дільниця № 530005, розташована у приміщенні школи.
Результати
- зареєстровано 279 виборців, явка 58,42 %, найбільше голосів віддано за «Слугу народу» — 52,80 %, за Всеукраїнське об'єднання «Батьківщина» — 18,01 %, за Радикальну партію Олега Ляшка — 8,70 %.[3] В одномандатному окрузі найбільше голосів отримала Анастасія Ляшенко (Слуга народу) — 27,33 %, за Олексія Баганця (Всеукраїнське об'єднання «Батьківщина») — 24,22 %, за Дарину Гермаш (самовисування) — 9,94 %[4].

## Об'єкти соціальної сфери
- Будинок культури;
- Бібліотека;

## Пам'ятки
- Байраківський заказник — ландшафтний заказник місцевого значення;
- Братська могила[d] радянських воїнів, партизанів з'єднання генерала Наумова;
- Памятник-бюст[d] В. І. Леніну;
- Памятник-бюст[d] Н. К. Крупській;